# Colungo
Colungo ist eine spanische Gemeinde in der Provinz Huesca der Autonomen Gemeinschaft Aragonien. Sie liegt in der Comarca Somontano de Barbastro, etwa 50 Kilometer östlich von Huesca am Fluss Vero. Colungo ist über die Straße A2205 zu erreichen. Teile des Gemeindegebietes liegen im Naturpark Parque natural de la Sierra y los Cañones de Guara.
Zu Colungo gehört das Dorf Asque.

## Bevölkerungsentwicklung seit 1900
| 1900 | 1910 | 1930 | 1940 | 1950 | 1960 | 1970 | 1981 | 1992 | 1999 | 2004 |
| ---- | ---- | ---- | ---- | ---- | ---- | ---- | ---- | ---- | ---- | ---- |
| 747  | 622  | 596  | 446  | 399  | 265  | 177  | 161  | 141  | 122  | 135  |

## Sehenswürdigkeiten

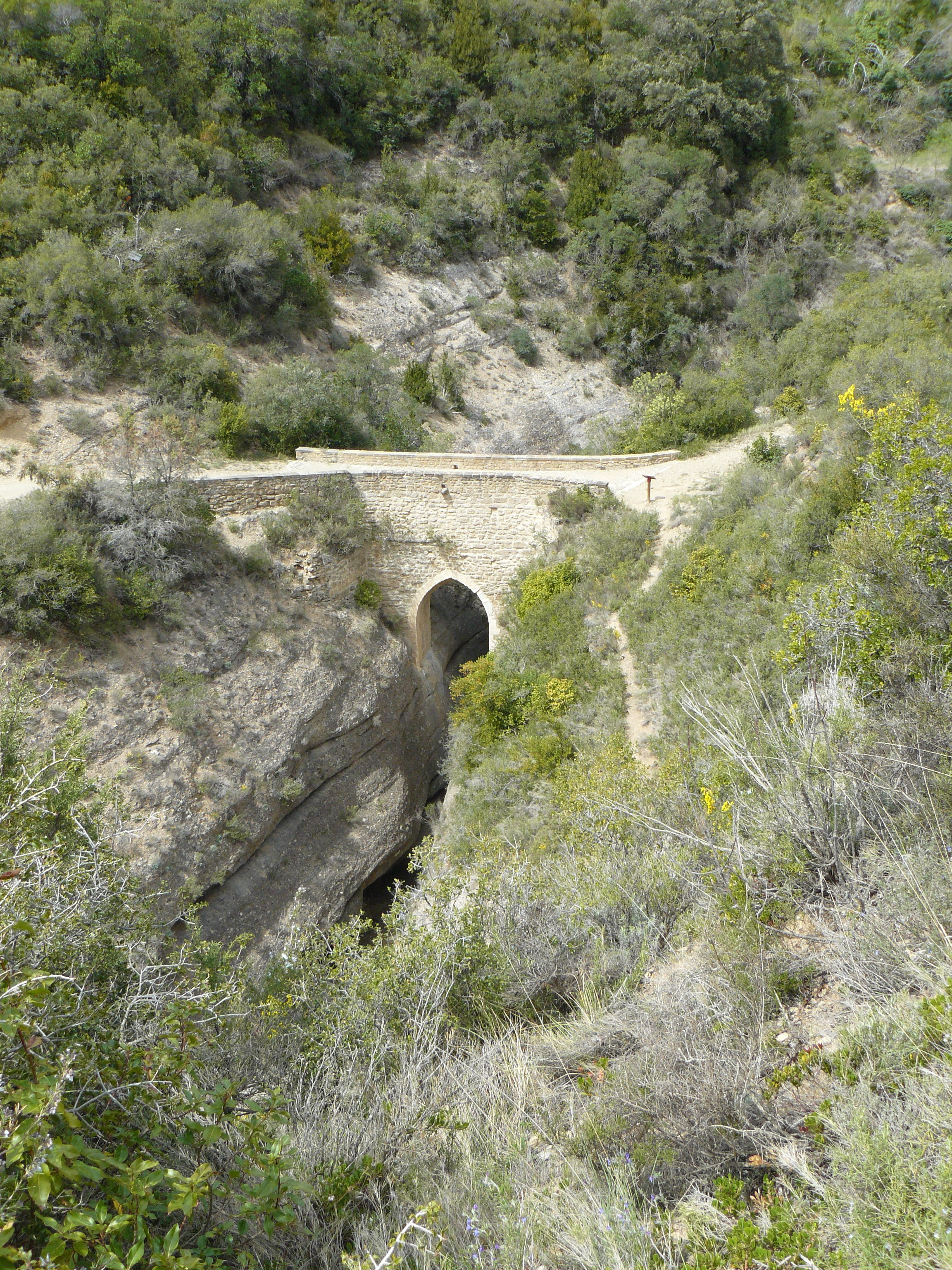
Brücke Puente del diablo

- Gotische Pfarrkirche San Esteban Protomártir
- Ermita de Santa Eulalia
- Casa Notario und Casa Broto (16. Jahrhundert)
- Casa Avellanas (18. Jahrhundert)
- Romanische Brücke Puente del diablo